# Кисо (река)
Кисо (на японски: 木曽川, Kiso-gawa) е река в Япония, в централната част на остров Хоншу, вливаща се в залива Исе на Тихия океан. С дължина 229 km и площ на водосборния басейн 5275 km² река Кисо води началото си от седловина, разположена на 1716 m н.в., съединяваща хребетите Кисо на изток и Хида на запад. В горното си течение тече в дълбока и тясна планинска долина между двата хребета. След устието на десния си приток Хида излиза от планините и протича през гъсто населената равнина Ноби. В най-долното си течение се разделя на два големи ръкава, чрез които се влива в залива Исе на Тихия океан, западно от град Нагоя. Основните ѝ притоци са Хида, Нагара и Иби (всичките десни). Има снежно-дъждовно подхранване с ясно изразено пролетно-лятно пълноводие. Средният годишен отток в долното ѝ течение е 169 m³/s. В горното ѝ течение е изградена каскада от няколко мощни ВЕЦ-а (Окусиго, Ямагучи, Ошия, Кюи, Канаяма и др.). В долното си течение по време на пълноводие е плавателна за плитко газещи речни съдове. Долината ѝ е много гъсто населена, като най-големите селища са градовете Накацугава, Минокамо, Инуяма, Ичиномия, Кувана.